# Províncies marítimes del Canadà

Les Províncies Marítimes

Les Províncies Marítimes del Canadà, anomenades pels seus habitants en anglès com the Maritimes o bé the Canadian Maritimes pels no canadencs, és la regió que agrupa tres províncies del Canadà:
- Nova Brunswick
- Nova Escòcia
- Illa del Príncep Eduard

Situades a la costa de l'oceà Atlàntic, són el territori històric dels pobles Mi'kmaq i Maliseet, alhora que esdevingueren les primeres colònies franceses (Acàdia) i angleses al Canadà. La regió limita al sud-est amb Nova Anglaterra, al nord-oest amb la Península de Gaspé (Quebec) i al nord-est amb l'illa de Terranova (Terranova i Labrador). Les seves costes estan banyades per les aigües del golf de Maine, el golf de Sant Llorenç i el mateix oceà Atlàntic.
Les Províncies Marítimes s'interpreten de vegades com un subgrup de les Províncies Atlàntiques, que també inclouen a Terranova i Labrador. Fins i tot, no és estrany que ambdós termes s'utilitzin indistintament. No obstant això, la separació existent, tant física (el golf de Sant Llorenç) com històrica (Terranova i Labrador s'incorporaren 80 anys més tard al Canadà) és evident.
La relació entre les Províncies Marítimes es va fer evident ja al segle xix, quan encara eren colònies britàniques. L'any 1864, representants dels tres territoris es van reunir a Charlottetown per discutir la possibilitat d'unir les tres colònies en una de sola (l'anomenada llavors Unió Marítima) i tenir així més força davant la metròpoli. No obstant això, aquesta idea es va desestimar poc després, quan totes tres s'uniren a Ontario i Quebec per formar el Domini del Canadà, precursor de l'Estat actual.

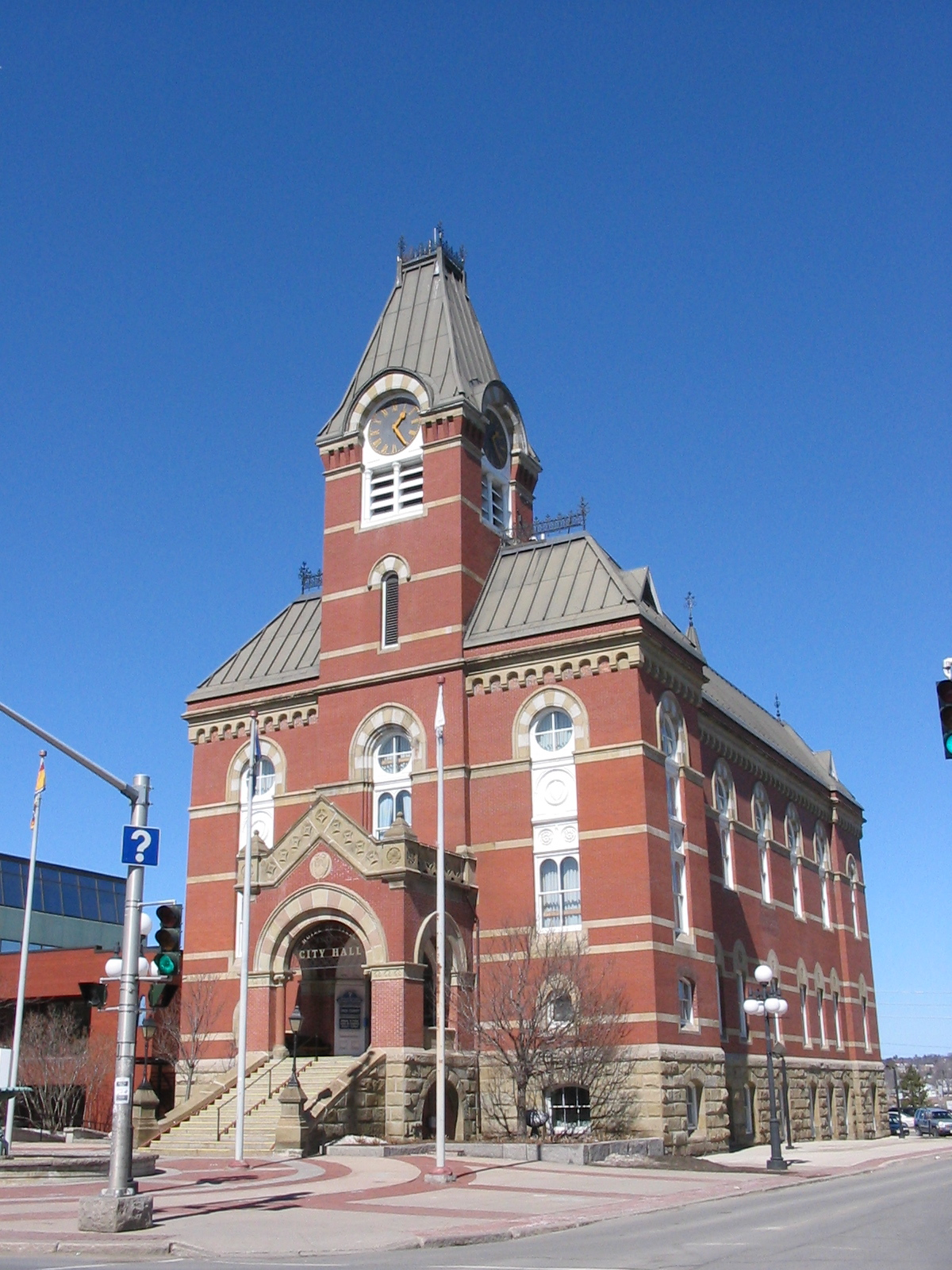

- Ajuntament de Fredericton.